# Макджилливрэй, Перри
Перри Макджилливрэй (англ. Perry McGillivray; 5 августа 1893, Чикаго, Иллинойс — 27 июля 1944, Мейвуд, Иллинойс) — американский пловец и ватерполист, олимпийский чемпион.

## Биография
Окончил торговую школу Crane Tech. Во время учёбы в школе Ок-Парк вступил в спортивный клуб Иллинойса (англ. Illinois Athletic Club, IAC), где тренировался под руководством Фрэнка Салливана, а после ухода того в Принстонский университет, Билла Бахраха. В 1912 году на Олимпийских играх в Стокгольме он завоевал серебряную медаль в эстафете 4×200 м вольным стилем, а также выступил на дистанции 100 м вольным стилем, но неудачно. В 1920 году на Олимпийских играх в Антверпене он завоевал золотую медаль в эстафете 4×200 м вольным стилем с мировым рекордом, а также выступил на дистанции 100 м на спине, но неудачно; также на этой Олимпиаде он играл за сборную США по водному поло, которая в итоге заняла 4-е место.
С 1908 по 1927 год 29 раз (из них 13 — в эстафете) становился чемпионом страны по плаванию, установил 9 мировых рекордов. Четырежды выигрывал Чикагский речной марафон.
В составе ватерпольной команды Иллинойса играл с 1912 по 1924 год, 7 раз становился чемпионом страны (1914, 1915, 1916, 1917, 1921, 1923, 1924). На Олимпиаде в Амстердаме возглавлял ватерпольную сборную. Работал тренером по плаванию в Чикагском университете. Окончил Иллинойсский университет.
Включён в Зал славы мирового плавания в 1981 году и в американский Зал славы водного поло в 1976 году.
Похоронен на кладбище Окридж — Глен-Ок в пригороде Чикаго.